# Anisomeria
- Commons
- Wikispecies

Anisomeria D.Don  é um género botânico pertencente à família Phytolaccaceae.

## Espécies
Apresenta seis espécies:
- Anisomeria chilensis
- Anisomeria coriacea
- Anisomeria densiflora
- Anisomeria drastica
- Anisomeria fruticosa
- Anisomeria littoralis